# Фунтек, Лео
Лео Фунтек (словен. Leo Funtek; 21 августа 1885, Любляна — 13 января 1965, Хельсинки) — финский скрипач и дирижёр словенского происхождения, музыкальный педагог.

## Биография
Дебютировал как скрипач в 12-летнем возрасте. Учился в Лейпцигской консерватории. С 1906 г. жил и работал в Финляндии, первоначально как концертмейстер Хельсинкского филармонического оркестра (до 1909 года). В 1910—1911 гг. возглавлял оркестр в Выборге, затем вернулся в Хельсинки. В 1911—1955 гг. преподавал скрипку в Академии музыки имени Сибелиуса, в 1950—1955 гг. руководил также дирижёрским классом, где среди его учеников был, в частности, Йорма Панула, Хелви Лейвискя, Эрик Форделль  и Уско Мериляйнен. В 1915—1959 гг. был одним из дирижёров Финской оперы.
В 1922 г. создал первое полное оркестровое переложение «Картинок с выставки» Модеста Мусоргского (на несколько месяцев опередившее наиболее известную оркестровку Равеля), отличающееся, как отмечает исследователь произведения, исключительной верностью оригиналу Мусоргского.